# Протока Юколка
Протока Юколка — река на полуострове Камчатка в России. Протекает по территории Усть-Камчатского района. Длина реки — 25 км.
Вытекает из озера Малого. Течёт по заболоченной местности к северу от заброшенного села Берёзовый Яр. Впадает в реку Камчатка слева на расстоянии 13 км от её устья. Ширина реки в среднем течении — 30 метров, глубина — 1,5 метра. Характер грунта дна — вязкий.
По данным государственного водного реестра России относится к Анадыро-Колымскому бассейновому округу. Код водного объекта — 19070000112120000018302.
Притоки:
- Протока Карлушка